# Îndrăgostiții anului unu
Îndrăgostiții anului unu (grafiat și Îndrăgostiții anului 1, titlul original: în cehă Milenci v roce jedna) este un film dramatic de dragoste cehoslovac, realizat în 1974 de regizorul Jaroslav Balík, după un subiect de Jan Otčenášek, protagoniști fiind actorii Marta Vančurová, Viktor Preiss, Libuše Švormová și Petr Svojtka.

## Rezumat
În vara anului 1945, un grup de tineri se bucură din plin de începutul unei noi vieți. Pentru ei acesta este anul unu. Unul dintre ei, studentul la drept Pavel, este mult mai atras de film decât de drept. Cu camera lui de opt milimetri filmează tot ce îi atrage atenția. Într-o zi, surprinde pe film un chip interesant, o fată cu un aer plin de mister. Pavel o vizitează pe fata, al cărei nume este Helena, întâlnindu-se cu ea și cu sora ei mai mare, energica Olga. De la Olga află că fetele au petrecut anii de ocupație germană într-un lagăr de concentrare și nu pot uita ororile prin care au trecut. 
De asemenea, Olga îl avertizează fără compromis pe Pavel că diferențele dintre experiențele lor de război înseamnă un decalaj de nerezolvat între ele și grupul de prieteni al lui Pavel. În ciuda acestui fapt, Pavel face tot ce poate pentru a aduce înapoi Helenei bucurie și speranță. Cu sprijinul lui blând, fata își recapătă treptat emoțiile ei uitate și dorința ei de a trăi. Este însă incapabilă de a se iubi fizic cu Pavel, deși cei doi tineri s-au îndrăgostit unul de celălalt. 
Dezamăgit Pavel află de la Olga motivul acestui handicap: în timp ce trecea linia frontului, Helena a fost violată de trei soldați. Știind aceasta, Pavel face tot posibilul să o ajute pe Helena să depășească și această oroare. Helena concepe un copil cu Pavel, dar sora ei sceptică face presiuni asupra fetei să  avorteze și să imigreze cu ea în Australia. Pentru prima dată, timida Helena înfruntă autoritatea surorii sale, gândind la copilul ei și dă prioritate vieții viitoare cu Pavel.

## Distribuție
- Marta Vančurová – Helena Poláková
- Viktor Preiss – studentul la drept Pavel Krouza, pasionat de film
- Libuše Švormová – interpret Olga, sora Helenei
- Petr Svojtka – studentul Evžen, prietenul lui Pavel
- Jana Švandová – Jana
- Ota Sklenčka – regizorul
- Bedřich Prokoš – profesorul
- Jiří Kodet – asistentul de regie
- Jan Teplý – bărbatul în geacă de piele
- Naďa Konvalinková – Jarmila
- Jitka Smutná – Zdena, prietena lui Evžen
- Jitka Zelenohorská – Jitka
- Zuzana Geislerová – Věra
- Alena Kryštofková – Ivana
- Michaela Mišková – Eva
- Petr Pospíchal – Bob
- Jiří Lábus – Honza
- Jan Ekl – Kamil
- Radoslav Dubanský – Čenda
- Josef Střecha – cameramanul
- Marcela Martínková – costumiera
- Ferdinand Krůta – costumierul
- Vladimír Hrabánek – maistrul de lumini
- Dagmar Nováková – scenarista
- Karel Vejvoda – dirijorul
- Rudolf Jokl – un membru al echipei de filmare
- Bohumil Vodička – un membru al echipei de filmare
- Vlasta Matuchová – o membră a echipei de filmare
- Bohuslav Ličman – tatăl Janinei
- Václav Mareš – soțul Olgăi

## Premii și nominalizări
- 1974 Festivalul de Film de la Karlovy Vary
  - Premiul pentru „Cea mai bună actriță” lui Marta Vančurová
- 1975 Premiile Oscar
  - filmul propus pentru nominalizare la Cel mai bun film străin, dar nu a fost acceptat în competiție
- 1976 Spicul de Aur la Festivalul Internațional de Film de la Valladolid
  - premiul principal